# Non avevano ragione i Maya
Non avevano ragione i Maya è un singolo della cantante italiana Chiara Galiazzo, pubblicato il 19 giugno 2020 come quarto estratto dal quarto album in studio Bonsai.

## Descrizione
Il brano è stato scritto dall'interprete stessa insieme a Dardust e Alessandro Raina ed è un'allusione alle cosiddette profezie dei Maya sul 21 dicembre 2012.

## Tracce
Testi di Alessandro Raina, musiche di Dario Faini.
1. Non avevano ragione i Maya – 3:54

## Formazione
- Chiara Galiazzo – voce
- Francesco "Katoo" Catitti – piano, sintetizzatore, programmazione
- Gaga Symphony Orchestra – archi